# Поиск предметов

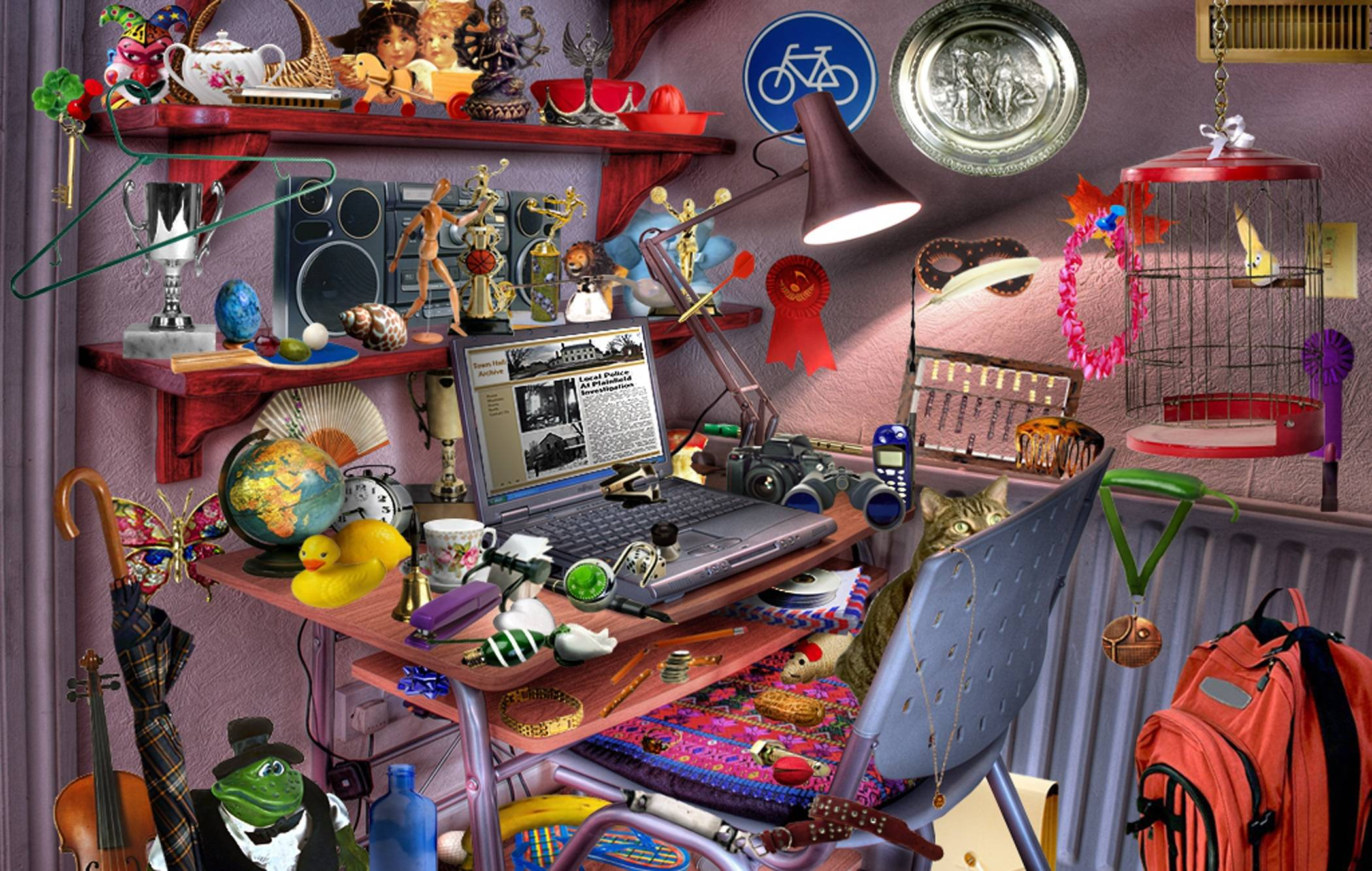
Макет игры с поиском предметов

Поиск предметов (hidden object game с англ. — «игра со скрытыми объектами»), также hidden picture (с англ. — «скрытое изображение») или hidden object puzzle adventure (HOPA) (с англ. — «приключенческая игра со скрытыми объектами») — поджанр игр-головоломок, в которых игрок должен находить предметы из списка, скрытые на уровне. HOPA является популярным направлением казуальных игр. Ограниченные по времени пробные версии этих игр обычно доступны для загрузки, хотя многие из них можно загрузить бесплатно в магазинах приложений. Частыми темами таких игр являются детективные истории, приключения, готические романы и тайны.

## Описание
В играх жанра поиска предметов игрок перемещается из одного места в другое, исследует и сохраняет в инвентарь объекты, необходимые для завершения игры, а также решает головоломки, дающие вспомогательные предметы. Зачастую в таких играх представлены:
- Мужественные, авантюрные главные героини
- Персонажи, имеющие отношение к главному герою, которых необходимо спасти
- Фэнтезийные темы с элементами сверхъестественного и романтического хоррора
- Вручную нарисованные 2D-арты, позволяющие игре стабильно работать даже на слабых компьютерах

## История
Изначально игры, в которых необходимо было искать предметы на картинках, зародились в печатных изданиях, таких как книги I Spy и регулярном выпуске Highlights for Children, в которых читателю давался список объектов, спрятанных на загромождённой иллюстрации или фотографии. Ранней игрой со скрытыми объектами была Mother Goose: Hidden Pictures, выпущенная для CD-i в 1991 году. Другими ранними воплощениями являются видеоигровые адаптации книг I Spy, издаваемые Scholastic Corporation с 1997 года.
Mystery Case Files: Huntsville, выпущенная Big Fish Games в 2005 году, пришлась на подъём казуальных игр в середине 2000-х. Mystery Case Files: Huntsville установил многие принципы как игрового процесса, так и повествования, которые с тех пор будут преобладать в играх жанра поиска предметов.
В более современных играх этого жанра подход немного изменён. Например, Hidden Folks считается скорее поисковой игрой, так как нужно найти одного персонажа среди сотен на экране, похожих друг на друга, как в Where’s Wally.

## Популярность
Huntsville превзошел предыдущие продажи казуальных игр, а третья игра серии Mystery Case Files: Раскрывает стала третьей самой продаваемой игрой для персональных компьютеров в конце 2007 года. Это сподвигло игровые компании сосредоточиться на повествовании, в котором основное внимание уделяется неподвижным головоломкам с небольшим количеством анимации.
Игры со скрытыми объектами привлекают игроков, которые были поклонниками таких игр, как Myst, а демографические данные игроков смещаются в сторону женщин старше 55 лет. В 2021 году 85 % игроков Big Fish Games составляли женщины, 76 % из которых были старше 55 лет.